# Nannophlebia axiagasta
Nannophlebia axiagasta – gatunek ważki z rodziny ważkowatych (Libellulidae). Endemit Nowej Gwinei; stwierdzony na kilku stanowiskach w północnej części wyspy.